# 拉梅什·巴布·拉克什曼南
拉梅什·巴布·拉克什曼南（1980年4月11日—），印度外交官，現任印度駐美國亞特蘭大總領事。

## 經歷
拉梅什·巴布·拉克什曼南出生於1980年4月11日。
2005年，拉梅什·巴布·拉克什曼南加入印度外事服務。
2023年，拉克什曼南接替斯瓦蒂·维贾伊·库尔卡尼出任印度駐亞特蘭大總領事一職。